# Lafayette County (Arkansas)
Lafayette County is een county in de Amerikaanse staat Arkansas. De county heeft een landoppervlakte van 1.364 km² en telt 8.559 inwoners (volkstelling 2000). De hoofdplaats is Lewisville.
De county is vernoemd naar Markies De la Fayette, een Franse aristocraat die in de Amerikaanse Onafhankelijkheidsoorlog meestreed.

## Bevolkingsontwikkeling

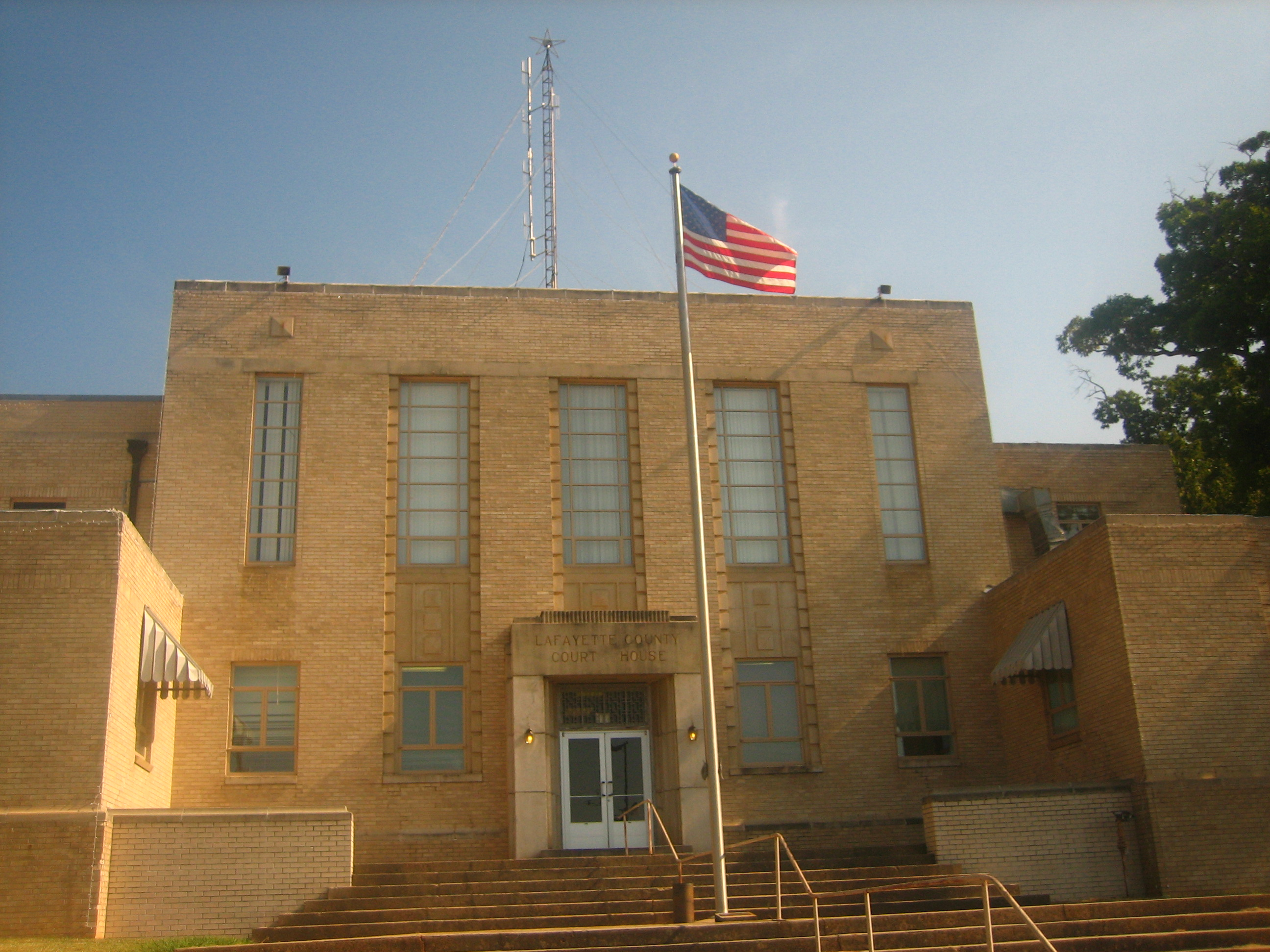
Lafayette County Courthouse